# Dasyhelea paracincta
Dasyhelea paracincta är en tvåvingeart som beskrevs av Wirth 1969. Dasyhelea paracincta ingår i släktet Dasyhelea och familjen svidknott. Inga underarter finns listade i Catalogue of Life.